# 藏𩹽
藏𩹽（学名：Exostoma labiatum）为輻鰭魚綱鯰形目鮡科𩹽属的鱼类。分布于缅甸以及雅鲁藏布江水系、独龙江、大盈江等，常生活于山区浅水以及多石的溪流中，體長可達11公分。该物种的模式产地在西藏丹巴江地区。